# Melinoides indecens
Melinoides indecens är en fjärilsart som beskrevs av Paul Dognin 1913. Melinoides indecens ingår i släktet Melinoides och familjen mätare. Inga underarter finns listade i Catalogue of Life.